# Johannesburg Indoor 1979
Il Johannesburg Indoor 1979 è stato un torneo di tennis giocato sul cemento. È stata la 3ª edizione del torneo, che fa parte del Colgate-Palmolive Grand Prix 1979. Si è giocato a Johannesburg in Sudafrica dal 16 al 24 aprile 1979.

## Campioni

### Singolare maschile
José Luis Clerc ha battuto in finale  Deon Joubert con il punteggio di 6–2 6–1

### Doppio maschile
Colin Dowdeswell /  Heinz Günthardt hanno battuto in finale  Raymond Moore /  Ilie Năstase con il punteggio di 6–3, 7–6